# Sulfur de plom(II)
|  | Si cerqueu altres usos, vegeu sulfur de plom. |

|  | «Sulfur de plom» redirigeix aquí. Vegeu-ne altres significats a «Sulfur plúmbic». |

El sulfur de plom(II) o sulfur plumbós és una substància fosca, insoluble en aigua i àcids febles que es forma fàcilment a partir d'altres sals de plom i sulfurs. S'aprofita aquesta reacció en química analítica per separar el plom juntament amb altres sulfurs poc solubles dels altres cations en la marxa analítica.

## Obtenció
S'extreu del mineral galena que posseeix la mateixa composició química. Serveix com a font d'obtenció de plom i d'altres compostos d'aquest metall.
En el laboratori pot obtenir-se a partir d'una dissolució de plom(2+) tractada amb Àcid sulfhídric o una dissolució d'un sulfur soluble com el de sodi.
Densitat òptica: nD20 = 3,921

## Aplicacions
En la naturalesa, el sulfur de plom apareix en forma de galena. És el mineral de plom més important encara que degut a les impureses de plata que pot contenir, de vegades s'explota principalment per a l'obtenció d'aquest altre metall. Escalfat a l'aire, el sulfur s'oxida a diòxid de sofre, mentre que el plom es converteix en òxid de plom(II) (PbO).
2 PbS + 3 O₂ → ₂ PbO + 2 SOTA2
Aquest pot ser reduït amb carboni per obtenir el metall.
2 PbO + C → ₂ Pb + CO2
També és possible escalfar l'òxid de plom(II) format juntament amb la quantitat precisa de sulfur de plom(II), en aquest cas aquest substitueix al carboni com a reductor:
2 PbO + PbS → 3 Pb + SO2
El diòxid de sofre format com a subproducte pot utilitzar-se en la fabricació de l'àcid sulfúric (H2SO4).
En l'antiguitat i l'edat mitjana aquest procés era una de les principals causes de contaminació mediambiental.
El sulfur de plom té propietats de semiconductor. Alguns de les primers radioreceptors van aprofitar cristalls de galena natural com a díode.
Avui dia el sulfur de plom encara s'utilitza en alguns detectors de radiació infraroja. Quan s'usa per als infrarojos, aquests elements de detecció es classifiquen com a detectors de fotons. A diferència dels detectors tèrmics, (l'altra gran classe), els detectors d'infrarojos responen directament a la radiació incident. Els detectors tèrmics responen solament davant el canvi de temperatura del material causat per l'energia dels fotons. Per raó d'aquesta diferència, la radiació es pot mesurar de dues formes: detectant el feble corrent elèctric o mesurant el canvi en la resistència elèctrica del material que ens permet saber-ne la temperatura. Aquest segon mètode és el més emprat.
El sulfur de plom també forma part de la formulació d'alguns esmalts ceràmics. En el forn es converteix en òxid de plom(II) que forma part de la capa vítria que recobreix la peça ceràmica. Ja que, en presència d'àcids i alguns altres compostos, aquests poden extreure el plom. Aquestes formulacions se substitueixen actualment per altres components menys tòxics.